# El Angosto
El Angosto är en ort i Mexiko.   Den ligger i kommunen Comonfort och delstaten Guanajuato, i den centrala delen av landet, 220 km nordväst om huvudstaden Mexico City. El Angosto ligger 1 794 meter över havet och antalet invånare är 176.
Terrängen runt El Angosto är kuperad åt nordost, men åt sydväst är den platt. Runt El Angosto är det ganska tätbefolkat, med 149 invånare per kvadratkilometer. Närmaste större samhälle är Celaya, 20,0 km söder om El Angosto. I omgivningarna runt El Angosto växer huvudsakligen savannskog.